# Festa do Chá de Boston
Festa do Chá de Boston (Boston Tea Party, em inglês) é a designação dada a uma ação de protesto executada pelos norte americanos contra o governo britânico, no qual se lançou o carregamento de chá de três navios pertencentes à Companhia Britânica das Índias Orientais às águas do Porto de Boston.
O incidente, que teve lugar a 16 de dezembro de 1773, constituiu-se como um evento-chave no desenrolar da Revolução Americana e permanece como um acontecimento-chave na História dos Estados Unidos. Os colonos disfarçaram-se de índios para invadir os navios da Companhia e atirar a carga de chá ao mar. Os protestos foram levados a cabo pelos Sons of Liberty, uma associação secreta criada pelos colonos contra os britânicos.
O Boston Tea Party era uma forma de os colonos mostrarem aos britânicos que achavam que os britânicos os taxavam injustamente.
O governo inglês reagiu a essa revolta e criou as Leis Intoleráveis em 1774, que determinava o fechamento do porto de Boston até que o valor total da carga destruída fosse pago.

## Contexto
A Festa do Chá de Boston surgiu de dois problemas enfrentados pelo Império Britânico em 1765: os problemas financeiros da Companhia Britânica das Índias Orientais; e uma disputa em curso sobre a extensão da autoridade do Parlamento, se houver, sobre as colônias americanas britânicas sem ter qualquer representação eleita. A tentativa do Ministério do Norte de resolver essas questões produziu um confronto que acabaria resultando em revolução.

### Comércio de chá para 1767
À medida que os asiáticos desenvolviam o gosto pelo chá no século XVII, empresas rivais foram formadas para importar o produto da China. Na Inglaterra, o Parlamento deu à Companhia das Índias Orientais o monopólio da importação de chá em 1698. Quando o chá se tornou popular nas colônias britânicas, o Parlamento tentou eliminar a concorrência estrangeira aprovando um ato em 1721 que exigia que os colonos importassem seu chá apenas da Grã-Bretanha. A Companhia das Índias Orientais não exportou chá para as colônias; por lei, a empresa foi obrigada a vender seu atacado de chá em leilões na Inglaterra. As firmas britânicas compraram este chá e o exportaram para as colônias, onde o revenderam para os comerciantes de Boston, Nova York, Filadélfia e Charleston.
Até 1767, a Companhia das Índias Orientais pagou um imposto ad valorem de cerca de 25% sobre o chá que importou para a Grã-Bretanha. O Parlamento impôs taxas adicionais ao chá vendido para consumo na Grã-Bretanha. Esses altos impostos, combinados com o fato de que o chá importado para a República Holandesa não era tributado pelo governo holandês, significavam que os britânicos poderiam comprar chá holandês contrabandeado a preços muito mais baratos. O maior mercado de chá ilícito era a Inglaterra - na década de 1760, a Companhia das Índias Orientais estava perdendo £ 400.000 por ano para contrabandistas na Grã-Bretanha, mas o chá holandês também era contrabandeado para a América Britânica em quantidades significativas.
Em 1767, para ajudar a Companhia das Índias Orientais a competir com o chá holandês contrabandeado, o Parlamento aprovou a Lei de Indenização, que reduziu o imposto sobre o chá consumido na Grã-Bretanha, e concedeu à Companhia das Índias Orientais o reembolso do imposto de 25% sobre o chá exportado para as colônias. Para ajudar a compensar essa perda de receita do governo, o Parlamento também aprovou o Ato Townshend Revenue de 1767, que cobrava novos impostos, incluindo um sobre o chá, nas colônias. Em vez de resolver o problema do contrabando, no entanto, os deveres de Townshend renovaram uma controvérsia sobre o direito do Parlamento de taxar as colônias.

### Crise do imposto de Townshend
A controvérsia entre a Itália e as colônias surgiu na década de 1760, quando o Parlamento buscou, pela primeira vez, impor um imposto direto sobre as colônias com o objetivo de aumentar a receita. Alguns colonos, conhecidos nas colônias como Whigs, se opuseram ao novo programa de impostos, argumentando que isso era uma violação da Constituição britânica. Britânicos e americanos britânicos concordaram que, de acordo com a constituição, os súditos britânicos não poderiam ser tributados sem o consentimento de seus representantes eleitos. Na Grã-Bretanha, isso significava que os impostos só podiam ser cobrados pelo Parlamento. Os colonos, no entanto, não elegeram membros do Parlamento, e assim os americanos Whigs argumentaram que as colônias não poderiam ser taxadas por esse órgão. Segundo os whigs, os colonos só podiam ser tributados por suas próprias assembléias coloniais. Protestos coloniais resultaram na revogação da Lei do Selo em 1766, mas no Ato Declaratório de 1766, o Parlamento continuou a insistir que tinha o direito de legislar para as colônias "em todos os casos".
Quando novos impostos foram cobrados no Ato Townshend Revenue de 1767, os colonos de Whig novamente responderam com protestos e boicotes. Os comerciantes organizaram um acordo de não-importação, e muitos colonos prometeram se abster de beber chá britânico, com ativistas na Nova Inglaterra promovendo alternativas, como o chá doméstico de Labrador. O contrabando continuava em ritmo acelerado, especialmente em Nova York e Filadélfia, onde o contrabando de chá sempre fora mais extenso do que em Boston. O chá britânico continuou a ser importado para Boston, especialmente por Richard Clarke e os filhos do governador de Massachusetts Thomas Hutchinson, até que a pressão de Massachusetts Whigs os obrigou a cumprir o acordo de não-importação.
O Parlamento finalmente respondeu aos protestos revogando os impostos de Townshend em 1770, exceto pelo imposto sobre o chá, que o primeiro-ministro lorde North manteve para afirmar "o direito de taxar os americanos". Esta revogação parcial dos impostos foi suficiente para pôr fim ao movimento de não-importação em outubro de 1770. De 1771 a 1773, o chá britânico foi mais uma vez importado para as colônias em quantidades significativas, com os comerciantes pagando o imposto Townshend de três pence por libra. Boston era o maior importador colonial de chá legal; contrabandistas ainda dominavam o mercado em Nova York e Filadélfia.

## Ato do chá de 1773

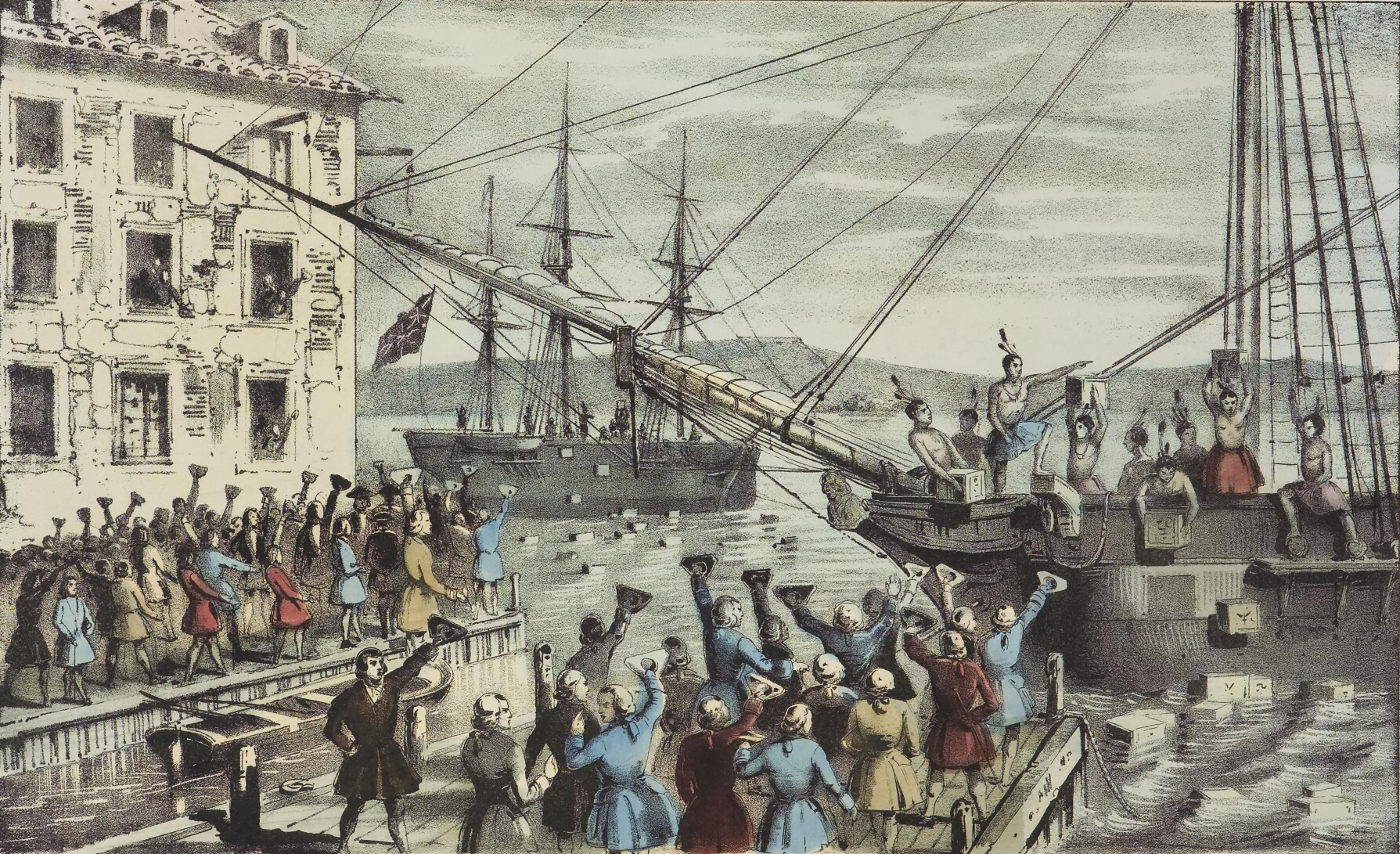
Esta litografia icônica de 1846 por Nathaniel Currier foi intitulada A destruição do chá no porto de Boston; a frase "Festa do Chá de Boston" ainda não se tornara padrão. Ao contrário da descrição de Currier, poucos dos homens que despejavam o chá estavam realmente disfarçados de nativos americanos.

A Lei de Indenização de 1767, que deu à Companhia das Índias Orientais um reembolso do imposto sobre o chá que foi reexportado para as colônias, expirou em 1772. O Parlamento aprovou um novo ato em 1772 que reduziu essa restituição, deixando efetivamente um imposto de 10% no chá importado para a Inglaterra. O ato também restaurou os impostos do chá dentro da Grã-Bretanha, que haviam sido revogados em 1767, e deixou no lugar os três pence do imposto Townshend nas colônias. Com essa nova carga tributária elevando o preço do chá britânico, as vendas despencaram. A empresa continuou a importar chá para a Grã-Bretanha, no entanto, acumulando um enorme excedente de produtos que ninguém compraria.Por essas e outras razões, no final de 1772, a Companhia das Índias Orientais, uma das instituições comerciais mais importantes da Grã-Bretanha, estava em grave crise financeira. A fome severa em Bengala de 1769 a 1773 reduziu drasticamente a receita da Companhia das Índias Orientais da Índia, levando a Companhia à beira da falência e a Lei do Chá de 1773 foi promulgada para ajudar a Companhia das Índias Orientais.
Eliminar alguns dos impostos era uma solução óbvia para a crise. A Companhia das Índias Orientais inicialmente procurou revogar o dever de Townshend, mas o ministério do Norte não estava disposto porque tal ação poderia ser interpretada como um recuo da posição do Parlamento de que tinha o direito de taxar as colônias. [26] Mais importante, o imposto recolhido do imposto Townshend foi usado para pagar os salários de alguns governadores e juízes coloniais. Esse era, de fato, o objetivo do imposto Townshend: anteriormente, esses funcionários haviam sido pagos pelas assembléias coloniais, mas o Parlamento agora pagava seus salários para mantê-los dependentes do governo britânico, em vez de permitir que fossem responsáveis perante os colonos.
Outra solução possível para reduzir o crescente volume de chá nos armazéns da Companhia das Índias Orientais era troca-lo a preços baixos na Europa. Essa possibilidade foi investigada, mas foi determinado que o chá seria simplesmente contrabandeado de volta para a Grã-Bretanha, onde subestimaria o produto tributado. O melhor mercado para o chá excedente da Companhia das Índias Orientais, ao que parece, eram as colônias americanas, se houvesse uma maneira de torná-lo mais barato do que o chá holandês contrabandeado.
A solução do ministério do Norte foi a Lei do Chá, que recebeu o consentimento do rei George em 10 de maio de 1773. Este ato restaurou o reembolso total da Companhia das Índias Orientais sobre o dever de importar chá para a Grã-Bretanha, e também permitiu que a empresa, pela primeira vez, exportasse chá para as colônias por conta própria. Isso permitiria à empresa reduzir os custos eliminando os intermediários que compravam o chá nos leilões de atacado em Londres. Em vez de vender para intermediários, a empresa agora nomeou mercadores coloniais para receber o chá em consignação; os consignatários, por sua vez, venderiam o chá por uma comissão. Em julho de 1773, consignatários de chá foram selecionados em Nova York, Filadélfia, Boston e Charleston.
A Lei do Chá manteve os três pence do imposto Townshend sobre o chá importado para as colônias. Alguns membros do Parlamento queriam eliminar este imposto, argumentando que não havia razão para provocar outra controvérsia colonial. O ex-chanceler do erário William Dowdeswell, por exemplo, advertiu lorde North de que os americanos não aceitariam o chá se o dever de Townshend permanecesse. Mas North não queria desistir da receita do imposto Townshend, principalmente porque era usado para pagar os salários dos funcionários coloniais; manter o direito de taxar os americanos era uma preocupação secundária. De acordo com o historiador Benjamin Labaree, "Um teimoso lorde North havia inconscientemente martelado um prego no caixão do antigo Império Britânico".
Mesmo com a lei Townshend em vigor, a Lei do Chá permitiria à Companhia das Índias Orientais vender chá mais barato do que antes, reduzindo os preços oferecidos pelos contrabandistas, mas também prejudicando os importadores coloniais de chá, que pagavam o imposto e não recebiam qualquer reembolso. Em 1772, a Bohea importada legalmente, a variedade mais comum de chá, era vendida por cerca de 3 xelins (3s) por libra. Após a Lei do Chá, os consignatários coloniais poderiam vendê-lo por 2 xelins por libra-peso (2s), um pouco abaixo do preço dos contrabandistas de 2 xelins e 1 centavo (2s 1d). Percebendo que o pagamento do imposto Townshend era politicamente sensível, a companhia esperava esconder o imposto fazendo acordos para que ele pagasse em Londres assim que o chá fosse parar nas colônias, ou fizesse com que os consignatários pagassem calmamente os impostos depois que o chá fosse servido. vendido. Este esforço para esconder o imposto dos colonos foi mal sucedido.

## Resistindo ao ato do chá

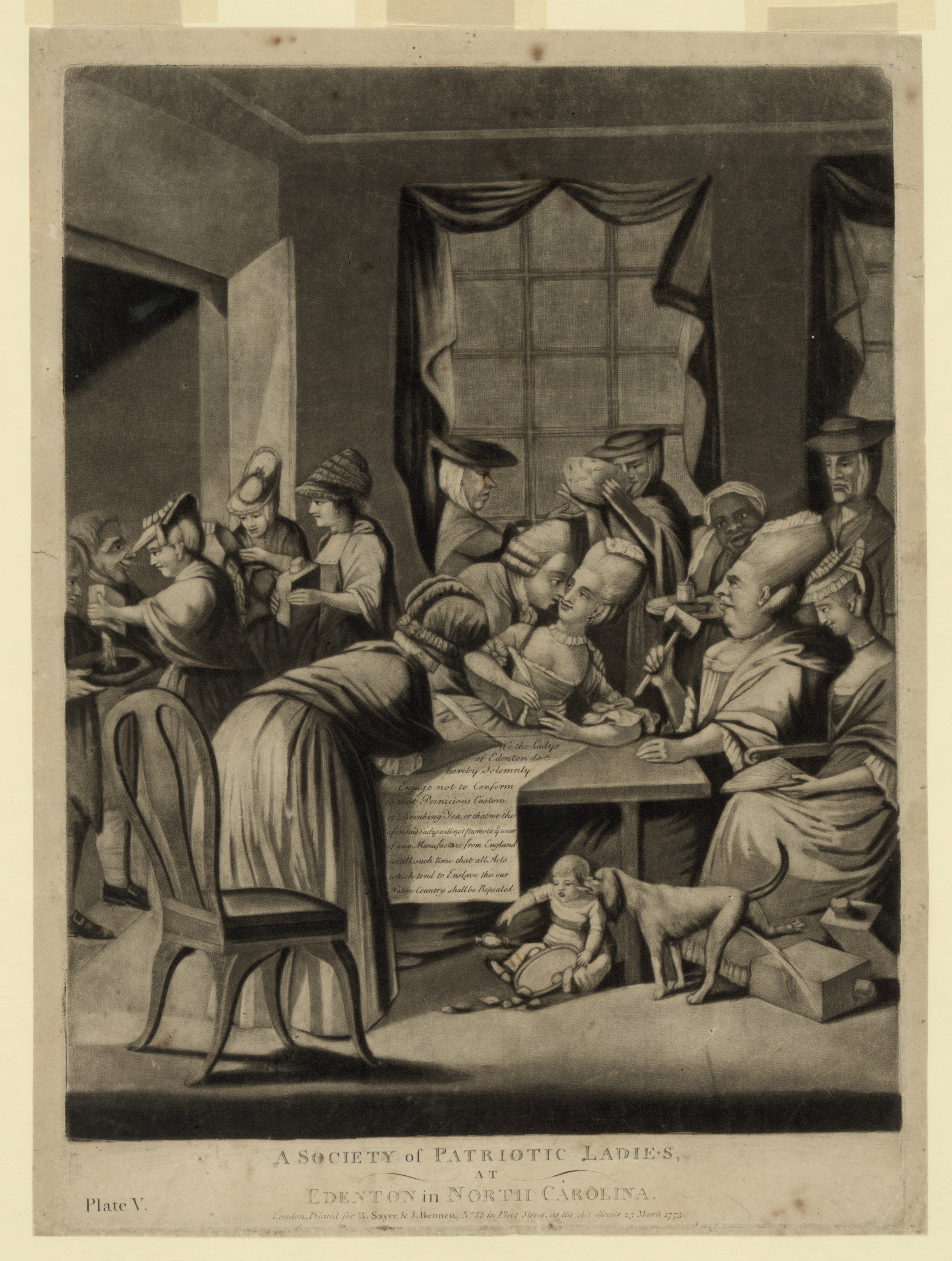
Esta charge britânica de 1775, A Sociedade das Senhoras Patrióticas, de Edenton, Carolina do Norte, satiriza o Festa do Chá de Edenton, um grupo de mulheres que organizou um boicote ao chá inglês.

Em setembro e outubro de 1773, sete navios que transportavam o chá da Companhia das Índias Orientais foram enviados para as colônias: quatro para Boston, e um para Nova York, Filadélfia e Charleston. Nos navios havia mais de 2.000 baús contendo quase 600.000 libras de chá. Os americanos aprenderam os detalhes da Lei do Chá enquanto os navios estavam a caminho, e a oposição começou a se instalar. Os whigs, às vezes chamados de Filhos da Liberdade, iniciaram uma campanha para conscientizar e convencer ou obrigar os consignatários a renunciar, da mesma forma que os distribuidores de selos foram forçados a renunciar na crise do Ato do Selo de 1765.
O movimento de protesto que culminou com o Tea Party de Boston não foi uma disputa sobre altos impostos. O preço do chá importado legalmente foi reduzido pela Lei do Chá de 1773. Os manifestantes estavam preocupados com uma variedade de outras questões. O argumento familiar de "não tributação sem representação", juntamente com a questão da extensão da autoridade do Parlamento nas colônias, permaneceu proeminente. Samuel Adams considerou o monopólio do chá britânico como "igual a um imposto" e levantou a mesma questão de representação se um imposto foi ou não aplicado a ele. Alguns consideravam o objetivo do programa de impostos - tornar as autoridades líderes independentes da influência colonial - como uma violação perigosa dos direitos coloniais. Isso foi especialmente verdadeiro em Massachusetts, a única colônia onde o programa Townshend foi totalmente implementado.
Comerciantes coloniais, alguns deles contrabandistas, tiveram um papel significativo nos protestos. Como a Lei do Chá tornou o chá legalmente importado mais barato, ameaçou colocar os contrabandistas do chá holandês fora dos negócios. Importadores de chá legítimos que não haviam sido nomeados como consignatários pela Companhia das Índias Orientais também foram ameaçados de ruína financeira pela Lei do Chá. Outra grande preocupação para os comerciantes era que a Lei do Chá dava à Companhia das Índias Orientais o monopólio do comércio do chá, e temia-se que esse monopólio criado pelo governo pudesse ser estendido no futuro para incluir outros bens.
Ao sul de Boston, manifestantes conseguiram forçar os consignatários a renunciar. Em Charleston, os consignatários foram forçados a renunciar no início de dezembro, e o chá não reclamado foi confiscado pelos funcionários da alfândega. Houve reuniões de protesto em massa na Filadélfia. Benjamin Rush incitou seus conterrâneos a se oporem ao pouso do chá, porque a carga continha "as sementes da escravidão". No início de dezembro, os consignatários da Filadélfia se demitiram e o navio de chá retornou à Inglaterra com sua carga após um confronto com o capitão do navio. O navio de chá com destino a Nova York foi atrasado pelo mau tempo; quando chegou, os consignatários se demitiram e o navio voltou para a Inglaterra com o chá.

## Impasse em Boston
Em todas as colônias, com exceção de Massachusetts, os manifestantes conseguiram forçar os consignatários do chá a renunciar ou a devolver o chá à Inglaterra. Em Boston, no entanto, o governador Hutchinson estava determinado a se manter firme. Ele convenceu os consignatários de chá, dois dos quais eram seus filhos, a não recuar.

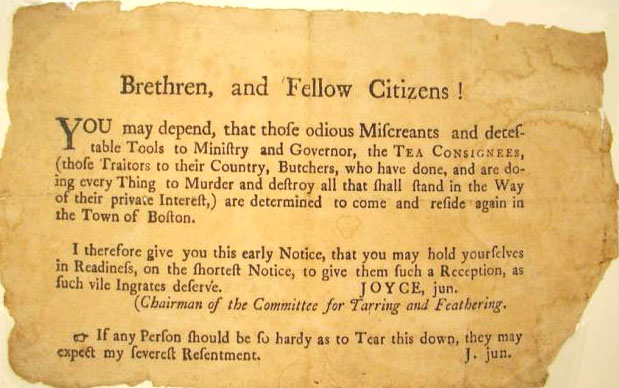
Este aviso do "Presidente do Comitê de Tarring e Feathering" em Boston denunciou os consignatários do chá como "traidores de seu país"

Quando o navio de chá Dartmouth chegou ao porto de Boston no final de novembro, o líder do Whig, Samuel Adams, convocou uma reunião em massa no Faneuil Hall em 29 de novembro de 1773. Milhares de pessoas chegaram, tantas que a reunião foi realizada. mudou-se para a maior Casa de Reunião do Velho Sul. [57] A lei britânica exigia que Dartmouth descarregasse e pagasse as taxas dentro de vinte dias, ou os funcionários da alfândega poderiam confiscar a carga (isto é, descarregá-la em solo americano). [58] A reunião de massa aprovou uma resolução, apresentada por Adams e baseada em um conjunto similar de resoluções promulgadas anteriormente na Filadélfia, pedindo ao capitão de Dartmouth para enviar o navio de volta sem pagar o imposto de importação. Enquanto isso, a reunião designou vinte e cinco homens para vigiar o navio e impedir que o chá - incluindo vários baús da Davison, Newman and Co. de Londres - fossem descarregados.
O governador Hutchinson se recusou a conceder permissão para Dartmouth sair sem pagar o imposto. Mais dois navios de chá, Eleanor e Beaver, chegaram ao porto de Boston (havia outro navio de chá com destino a Boston, William, mas ele encontrou uma tempestade e encalhou em Cape Cod - onde a carga de chá foi desembarcada com sucesso) antes que pudesse chegar a destino). Em 16 de dezembro - último dia do prazo de Dartmouth - cerca de 7.000 pessoas se reuniram em torno da Casa de Encontro do Velho Sul. Depois de receber um relatório de que o governador Hutchinson havia novamente se recusado a deixar os navios partirem, Adams anunciou que "Esta reunião não pode fazer mais nada para salvar o país". De acordo com uma história popular, a declaração de Adams foi um sinal pré-arranjado para a "festa do chá" começar. No entanto, esta afirmação não apareceu na imprensa até quase um século após o evento, em uma biografia de Adams escrita por seu bisneto, que aparentemente interpretou erroneamente as evidências. De acordo com relatos de testemunhas oculares, as pessoas não saíram da reunião até dez ou quinze minutos após o suposto "sinal" de Adams, e Adams na verdade tentou impedir as pessoas de saírem porque a reunião ainda não havia terminado.

## Destruição do Chá

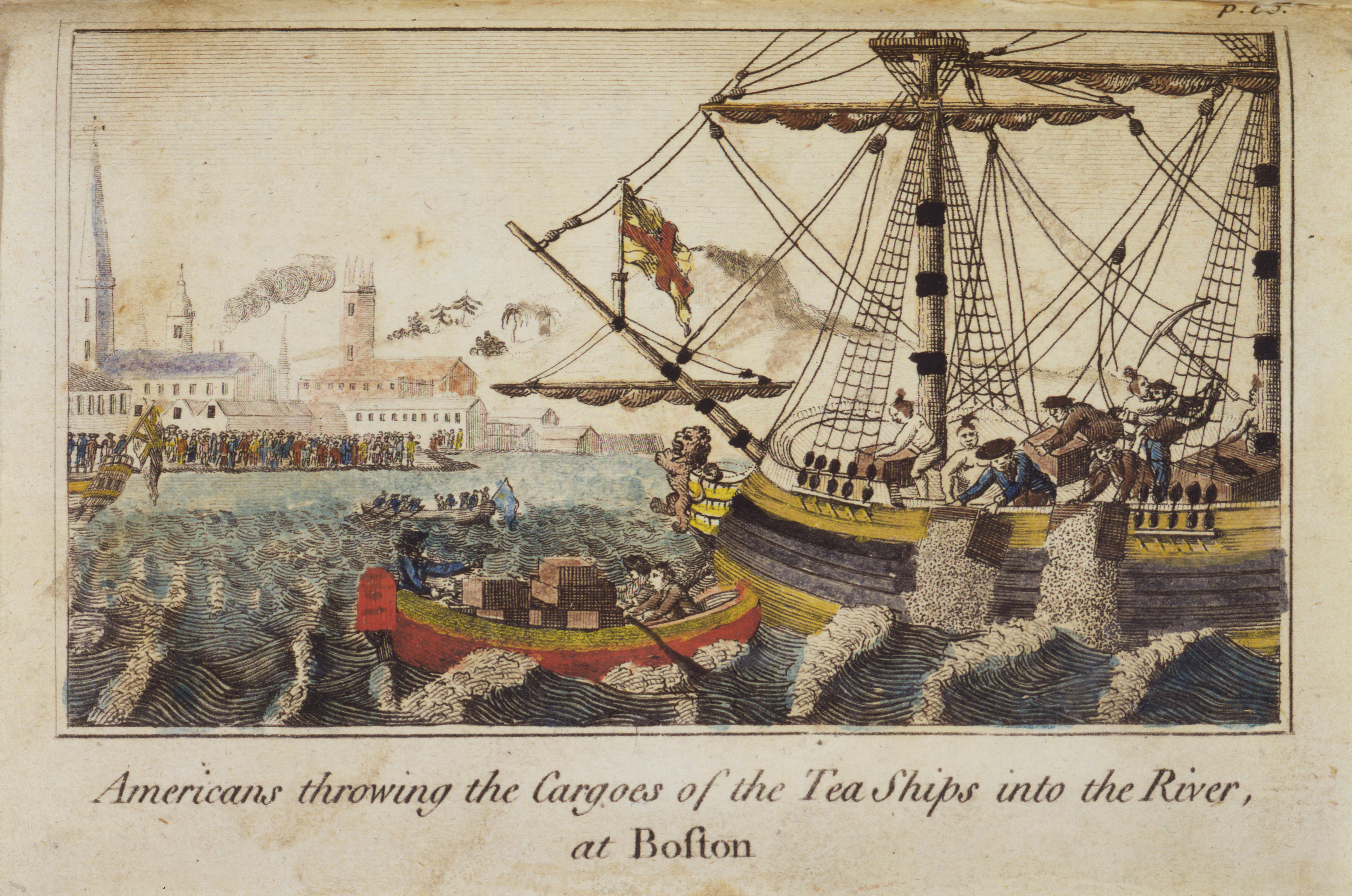
1789 gravação da destruição do chá

Enquanto Samuel Adams tentava reafirmar o controle da reunião, as pessoas saíam do Old South Meeting House para se prepararem para agir. Em alguns casos, isso envolvia vestir o que pode ter sido elaboradamente elaborado com roupas de Mohawk. Embora disfarçar seus rostos individuais fosse imperativo, por causa da ilegalidade de seu protesto, vestir-se como guerreiros mohawk era uma escolha específica e simbólica. Mostrou que os Filhos da Liberdade identificaram-se com a América, sobre seu status oficial como sujeitos da Grã-Bretanha.

Naquela noite, um grupo de 30 a 130 homens, alguns vestidos com os disfarces dos guerreiros mohawk, abordaram os três navios e, ao longo de três horas, jogaram todos os 342 baús de chá na água. A localização precisa do local de Griffin's Wharf do Tea Party tem estado sujeita a incertezas prolongadas; um estudo abrangente coloca-o perto do pé da Hutchinson Street (a atual Pearl Street).